# 周企何
周企何（1911年—1988年），原名园园，男，四川成都人，中国川剧表演艺术家，曾任四川省川剧院副院长。